# Crossnore
Crossnore és una població dels Estats Units a l'estat de Carolina del Nord. Segons el cens del 2000 tenia 242 habitants.

## Demografia
Segons el cens del 2000, Crossnore tenia 242 habitants, 96 habitatges i 62 famílies. La densitat de població era de 212,4 habitants per km².
Dels 96 habitatges en un 29,2% hi vivien nens de menys de 18 anys, en un 54,2% hi vivien parelles casades, en un 8,3% dones solteres, i en un 35,4% no eren unitats familiars. En el 33,3% dels habitatges hi vivien persones soles el 13,5% de les quals corresponia a persones de 65 anys o més que vivien soles. El nombre mitjà de persones vivint en cada habitatge era de 2,42 i el nombre mitjà de persones que vivien en cada família era de 3,13.
Per edats la població es repartia de la següent manera: un 29,8% tenia menys de 18 anys, un 6,6% entre 18 i 24, un 27,3% entre 25 i 44, un 24% de 45 a 60 i un 12,4% 65 anys o més.
L'edat mediana era de 34 anys. Per cada 100 dones de 18 o més anys hi havia 82,8 homes.
La renda mediana per habitatge era de 24.688 $ i la renda mediana per família de 40.000 $. Els homes tenien una renda mediana de 26.250 $ mentre que les dones 23.125 $. La renda per capita de la població era de 13.960 $. Entorn del 12,5% de les famílies i el 12,8% de la població estaven per davall del llindar de pobresa.

## Poblacions més properes
El següent diagrama mostra les poblacions més properes.